# Remission
Remission es el álbum debut de la banda americana de heavy metal Mastodon, que salió a la venta el 28 de mayo de 2002 en la discográfica Relapse Records. A pesar de que el bajista Troy Sanders dijo que el tema principal del álbum es el fuego, no se puede considerar como un álbum conceptual. La carátula del álbum fue realizada por el dibujante Paul Romano inspirándose en un sueño del batería Brann Dailor. Este sueño trataba de su hermana fallecida a la edad de 15 años retratando un caballo quemándose y, como consecuencia, un holocausto nuclear. Esta portada comienza una serie de retratos de los cinco elementos que siguió con Leviathan (agua) y Blood Mountain (tierra).

## Reedición
El disco fue reeditado en octubre de 2003, para cuando se grabó el vídeo musical de March of the Fire Ants. La edición de lujo contiene nueve canciones grabadas en directo en Atlanta el 1 de diciembre de 2002 completado con material no editado anteriormente. Además, aparece la versión de la canción de Thin Lizzy Emerald.

## Lista de canciones
1. "Crusher Destroyer" – 2:00
2. "March of the Fire Ants" – 4:25
3. "Where Strides the Behemoth" – 2:55
4. "Workhorse" – 3:45
5. "Ol'e Nessie" – 6:05
6. "Burning Man" – 2:47
7. "Trainwreck" – 7:03
8. "Trampled Under Hoof" – 3:00
9. "Trilobite" – 6:29
10. "Mother Puncher" – 3:49
11. "Elephant Man" – 8:01

## Formación
- Brann Dailor - Batería
- Brent Hinds - Guitarra y voz
- Bill Kelliher - Guitarra
- Troy Sanders - Bajo y voz

## Curiosidades
- La canción Crusher Destroyer aparece en el videojuego Tony Hawk's Underground
- El sonido al comienzo de Crusher Destroyer es el rugido del T. Rex junto con Lex gritando "Timmy! en la película Parque Jurásico.
- La canción Elephant Man está dedicada a Joseph Merrick, también conocido como "El Hombre Elefante" que se hizo famoso debido a las terribles malformaciones que padecía.

- Datos: Q959276